# Ivar Brodén
Johan Ivar Brodén, född den 2 juli 1820 i Fellingsbro, död den 3 maj 1877 i Örebro, var en svensk läroboksförfattare och journalist.
Brodén, som först var kollega vid läroverket i Västerås och därefter lektor vid Karolinska läroverket i Örebro, bidrog genom en rad läroböcker i hög grad till att förbättra svenskundervisningen. Brodén var även en flitig artikelförfattare i Vestmanlands Läns Tidning.